# Mathilde Johansson
Mathilde Johansson (Gotemburgo, 28 de abril de 1985) é uma ex-tenista profissional nascida na Suécia que representou a França.

## WTA Titulos

### Simples
| Legenda                    |
| Grand Slam tournaments (0) |
| WTA Championships (0)      |
| Tier I (0)                 |
| Tier II (0)                |
| Tier III (0)               |
| Tier IV & V (0)            |
| ITF Circuito (7)           |

| N. | Data               | Torneio                | Piso     | Oponente na Final  | Placar da Final |
| 1. | 1 de julho de 2001 | Argel                  | Saibro   | Isabel Collischonn | 6–2, 6–3        |
| 2. | 3 Julho 2005       | Mont-de-Marsan, França | Duro     | Natalia Gussoni    | 3–6, 6–4, 6–4   |
| 3. | 30 Outubro 2005    | Cidade do México       | Duro     | Florence Haring    | walkover        |
| 4. | 5 Novembro 2006    | Cidade do México       | Duro     | Larissa Carvalho   | 6–1, 7–6        |
| 5. | 12 Novembro 2006   | Cidade do México       | Duro     | Yvonne Meusburger  | 7–5, 6–2        |
| 6. | 10 Fevereiro 2008  | Cali                   | Colombia | Ekaterina Shulaeva | 3–6, 6–0, 6–1   |
| 7. | 27 Julho 2008      | Pétange, Luxemburgo    | Saibro   | Renata Voráčová    | 2–6, 7–5, 7–5   |